# 다카하시강
다카하시강(일본어: 高梁川 다카하시가와[*])은 일본 오카야마현 서부를 흐르는 다카하시강 수계의 주류로 요시이강, 아사히가와강과 함께 오카야마 3대 하천의 하나이다.
다카하시강은 돗토리현의 아케치 고개 주변의 하나미산(花見山, 1,188 m)에서 발원한다. 강은 니미시, 소자시, 구라시키시를 통과해 세토 내해의 미즈시마나다로 빠져나간다. 하구는 구라시키의 미즈시마와 다마지마 지역 사이에 위치한다. 1907년 이후의 개수까지는 서 다카하시강과 동 다카하시강으로 나뉘어 있었다.